# Glaskapisolator

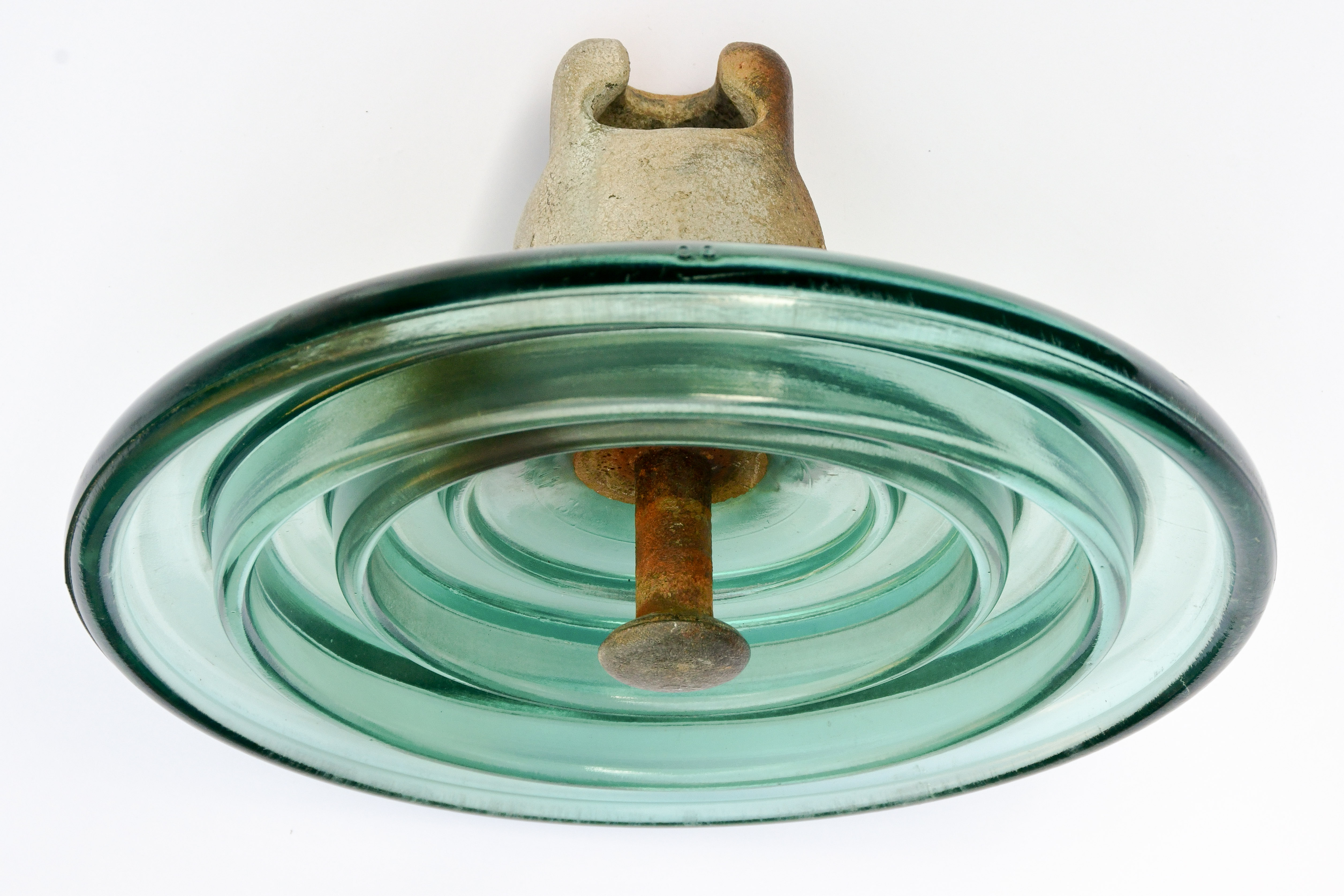
Glaskapisolator, gebruikt, 255mm breed, gewicht 3,1 kg

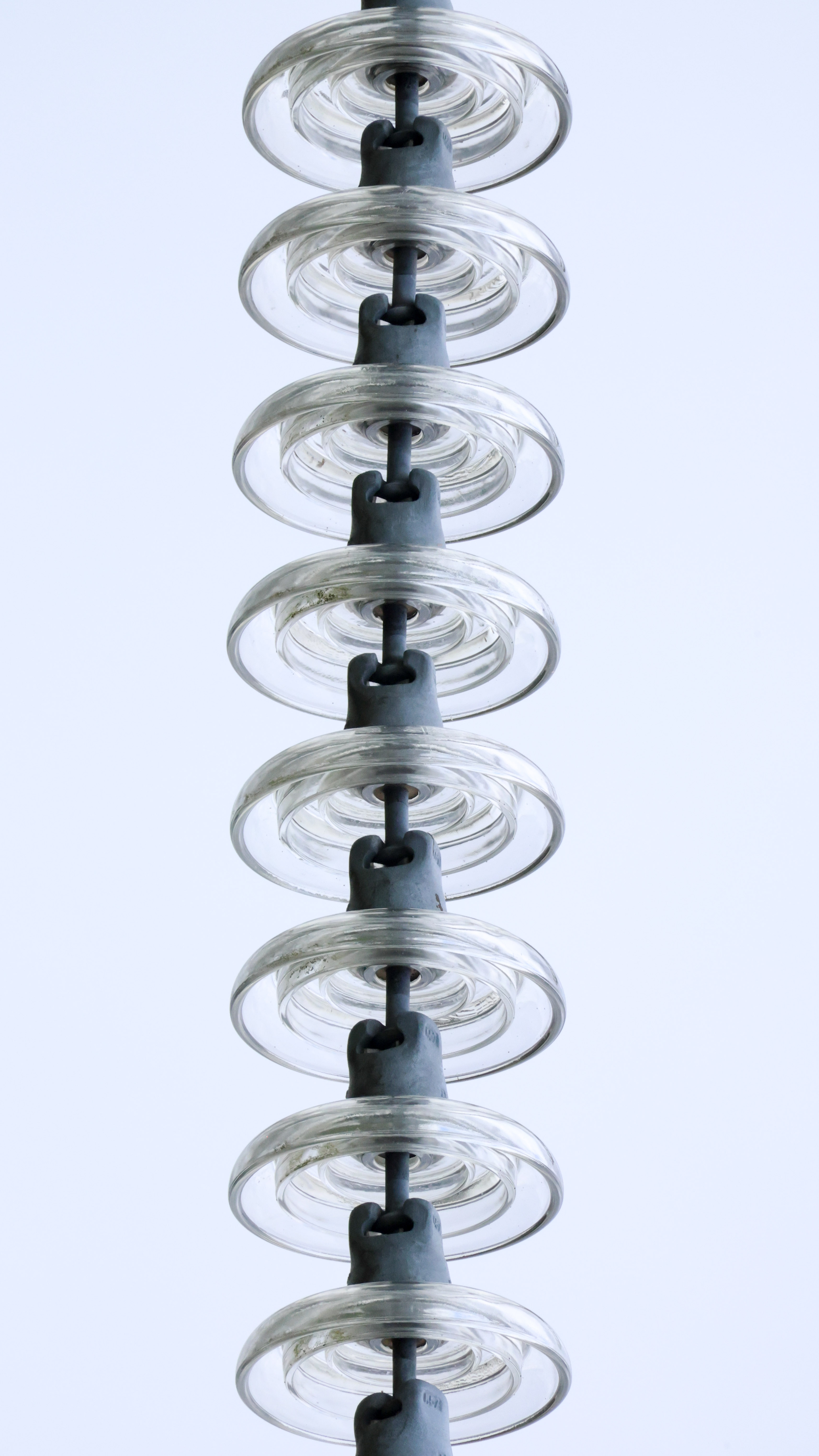
Isolatorketting van glaskapisolators

Een glaskapisolator of isolator met kap en klepel is een schakelbaar onderdeel van isolatorkettingen voor hoogspanningsleidingen, dat bestaat uit een schotel van gehard glas (de glaskap), met bovenop een kap en onderaan een klepel, beide van metaal.
Glaskapisolators zijn vrij goedkoop, gaan tientallen jaren mee, zijn universeel inzetbaar, maar wel tamelijk zwaar.

## De glaskap
De glaskap is glad en enigszins bol aan de bovenkant.
Zo blijft de bovenkant zo droog en schoon mogelijk.
Er zitten ribbels aan de onderkant.
De ribbels vergroten de kruipafstand van stroom die kan gaan lopen door water en vervuiling op het glas.
Het glas is meestal groen of kleurloos.
In Duitsland komt ook blauw voor.
Het glas is gehard, waardoor het sterker is.
Bij glasbreuk springt de glaskap in kleine stukjes, wat het gevaar van vallend glas verkleint.
Glaskappen worden gemaakt in diverse vormen, afhankelijk van de omgeving waar ze worden gebruikt.
Een brede kap zonder ringen aan de onderkant wordt gemaakt voor omgevingen met veel stof en vuil - dat kan dan niet tussen de ringen blijven zitten.
Een hogere kap met ringen om de buitenkant wordt gemaakt voor vochtige omgevingen met industriële vervuiling.
De kruipafstand is nog steeds hoog, maar de ribben blijven schoner.

## Kap, klepel, en splitpen
Kap en klepel zijn van metaal, zoals gietstaal en roestvast staal.
Ze worden met bijvoorbeeld Portlandcement of kunsthars aan de glaskap bevestigd.
De isolatoren kunnen daarmee aan elkaar worden gehaakt.
Ze worden dan geborgd met bijvoorbeeld een splitpen.
Zo kunnen isolatorkettingen van elke benodigde lengte worden gemaakt.

## Eigenschappen
In International Electrotechnical Commission-norm IEC60305 zijn enkele vormen en eigenschappen van glaskapisolatoren vastgelegd.
Een standaard glaskapisolator heeft de volgende eigenschappen:
- diameter van de glaskap: 17,5 tot 43 cm
- treksterkte, de trekkracht die de isolator aankan: 40 tot 840 kN (4 - 85 ton)
- kruipafstand, de weg die lekstroom moet afleggen van onder- naar bovenzijde van de glaskap: 19 tot 60 cm
- hartafstand, de lengte die elke isolator toevoegt aan een isolatorketting: 11 tot 30 cm

Verder zijn van belang:
- prijs: vanaf enkele dollars per stuk.
- gewicht: drie tot acht kilo
- isolatiespanning: in de orde van 10 of 20kV

Iedere isolator heeft een zekere isolatiewaarde; de totale isolatiewaarde van een isolatorketting is de optelsom daarvan.
Hoe hoger de spanning, hoe langer de ketting moet zijn.
Glaskapisolatoren zijn dus universeel inzetbaar: aanpassen aan de gebruikte spanning is mogelijk door simpelweg het juiste aantal glaskappen aan elkaar te koppelen.
De koppelingen hebben speling, zodat de glaskappen kunnen bewegen ten opzichte van elkaar.
Isolatorkettingen zijn daardoor flexibel.

### Gewicht
Een glaskapisolator kan drie kilo of meer wegen.
Dat kan leiden tot isolatorkettingen die erg zwaar zijn.
Een 380kV-hoekmast met twee circuits heeft zes geleiderbundels, die elk aan beide zijden van de mast aan een dubbele isolatorketting vastzitten.
Dat zijn 24 kettingen van 34 isolatoren, dus ruim 800 stuks.
Bij een gewicht van zeven kilo per stuk is dat meer dan vijf ton in totaal.

### Sterkte en levensduur
De levensduur van een glaskapisolator is lang: op zijn minst dertig jaar, en vaak nog veel langer.
Ook als een glaskap kapot gaat, blijft de isolatorketting in stand, zij het met iets minder isolerende werking.
Glasbreuk mag de treksterkte verkleinen met hoogstens 35%.

## Verbreiding
Glaskapisolatoren zijn wereldwijd in gebruik. 
Alleen in België en Nederland zijn er al miljoenen. 
Belangrijkste leverancier in West-Europa is het Franse bedrijf Sediver.

## Foto's

Glaskapisolatoren
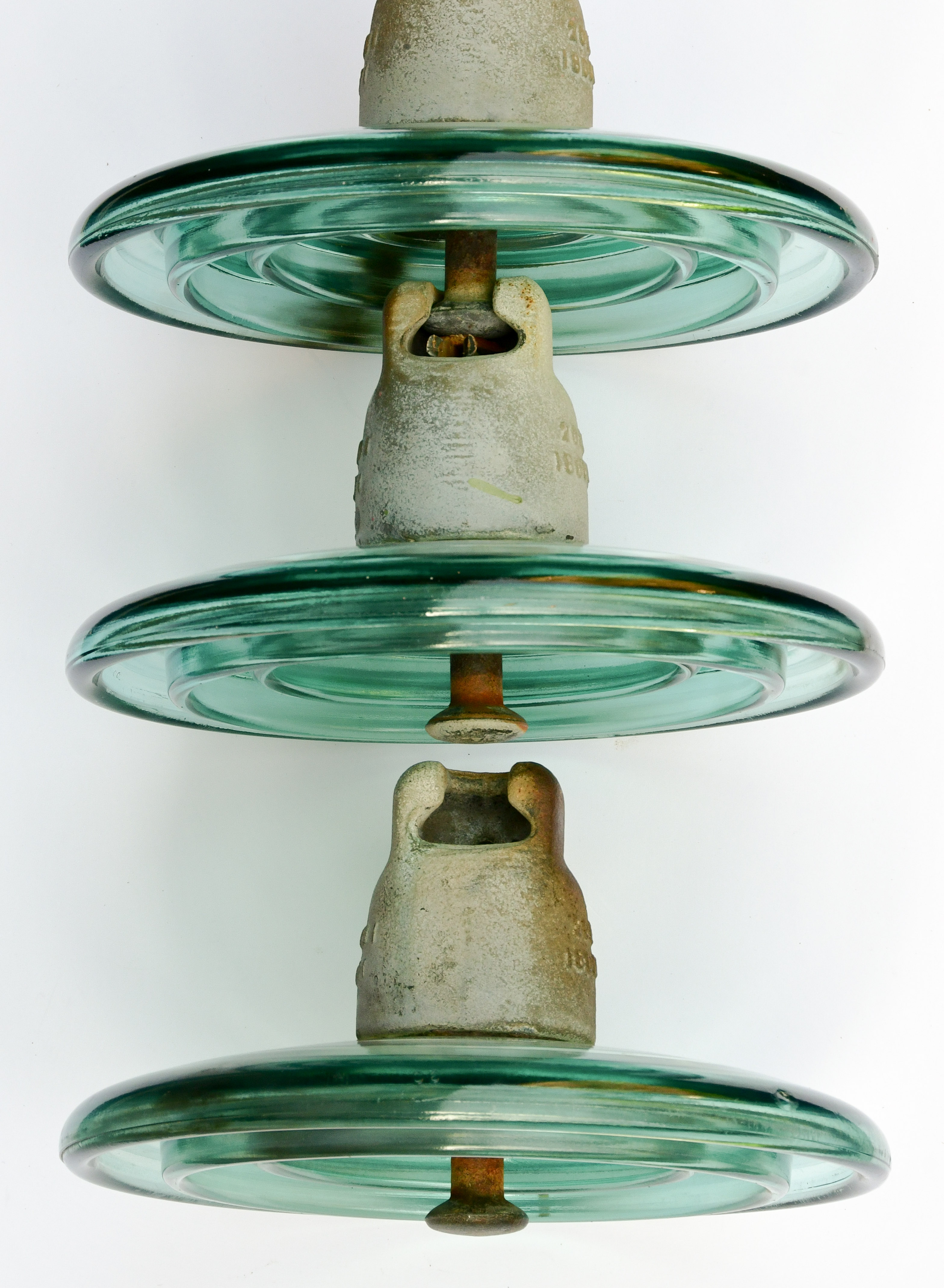
Koppeling tot isolatorketting
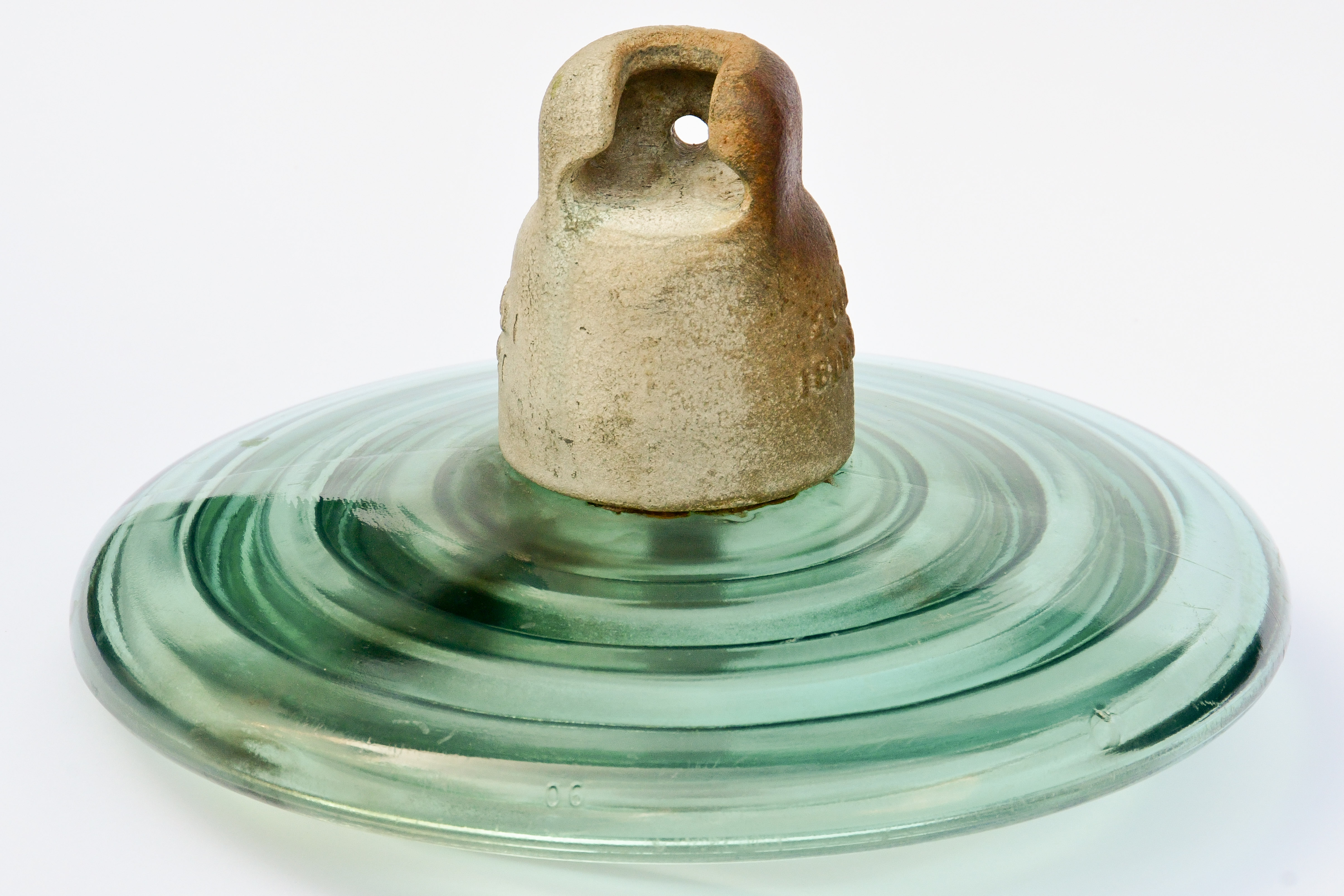
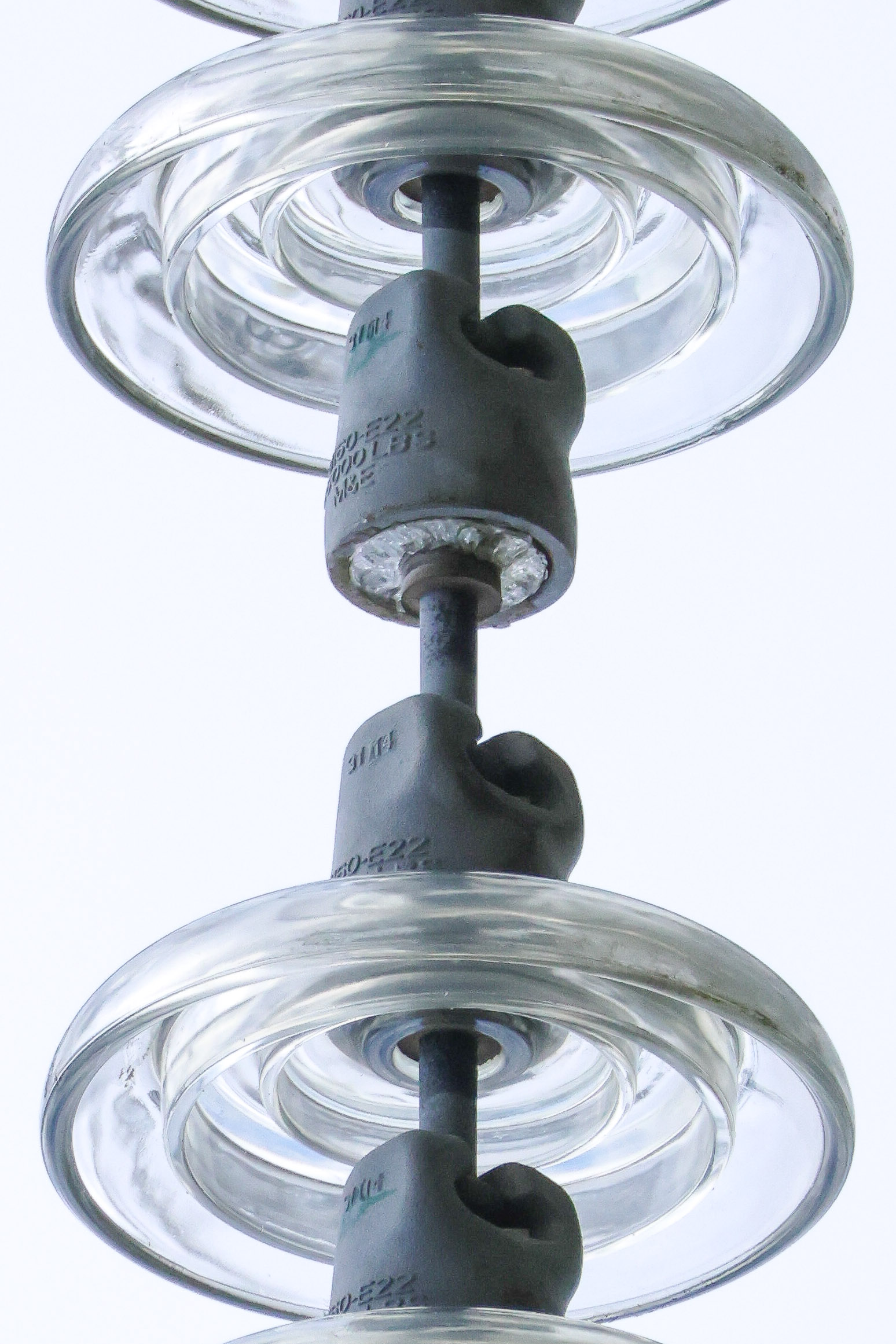
Kapotgesprongen glaskap in een ketting met kleurloze glaskappen
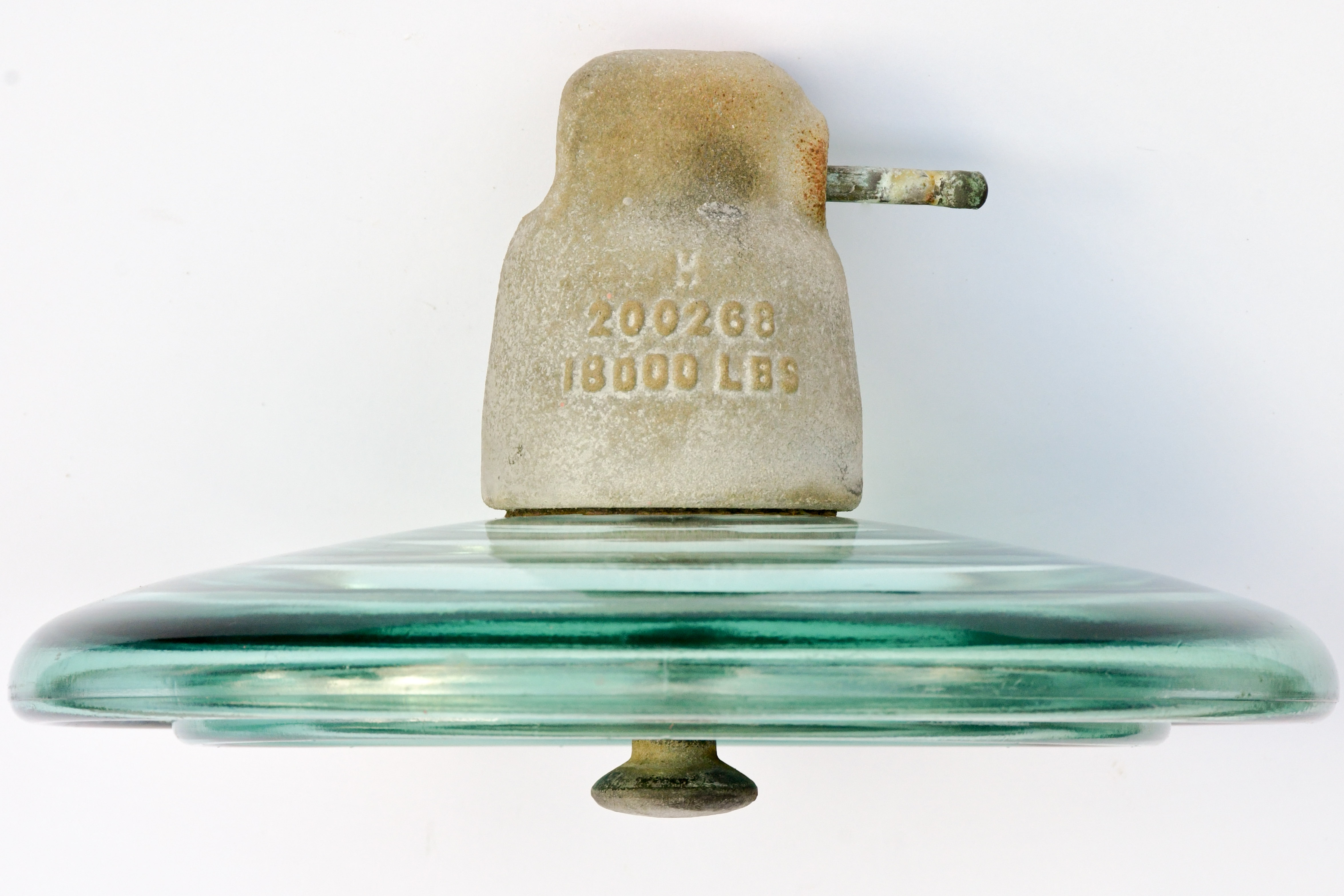
Opschrift toont treksterkte 18000 LBS (ruim 80 kN, 8 ton)
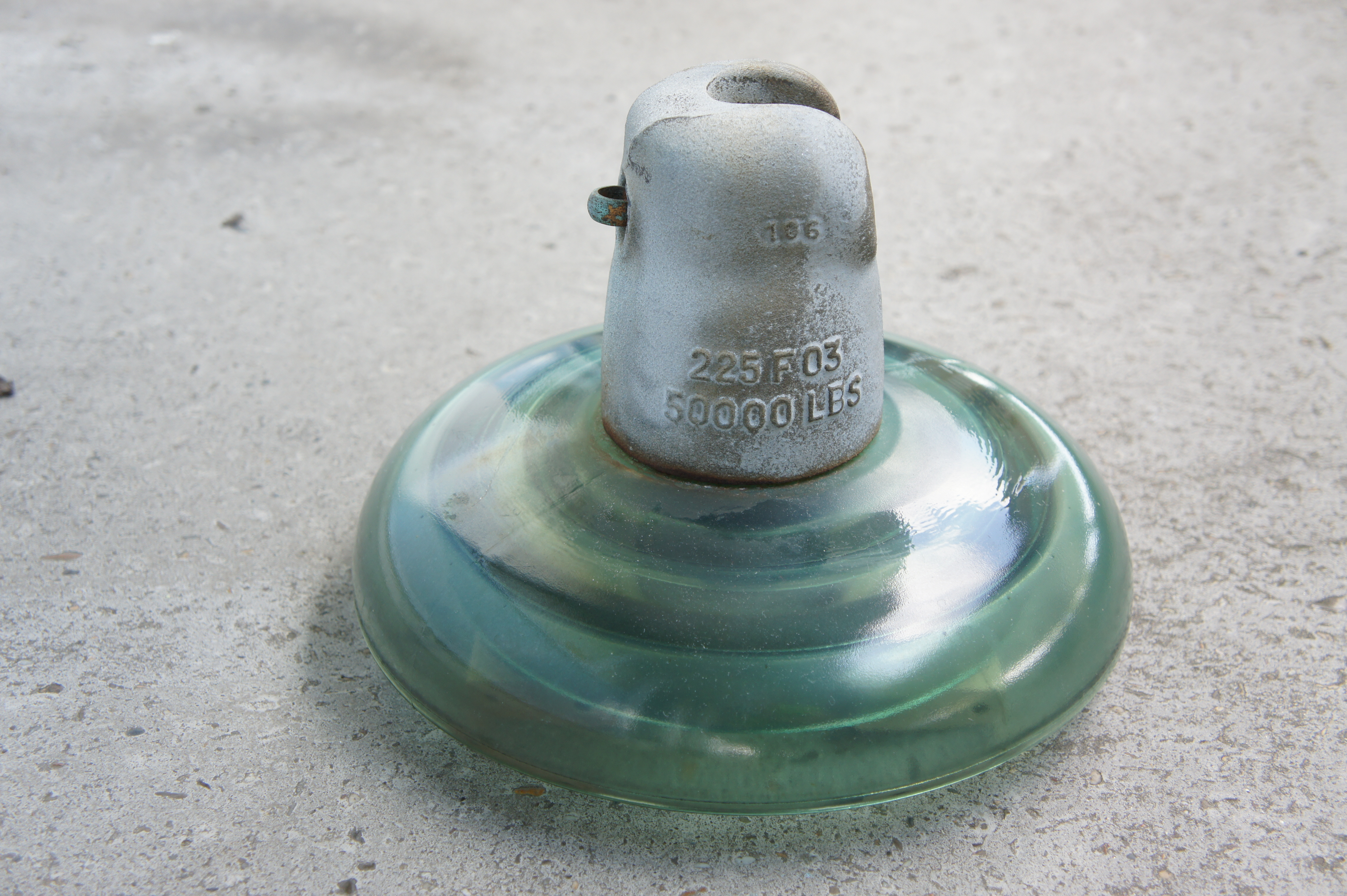
Opschtrift toont treksterkte 50000 LBS (ruim 222 kN, 22,6 ton)
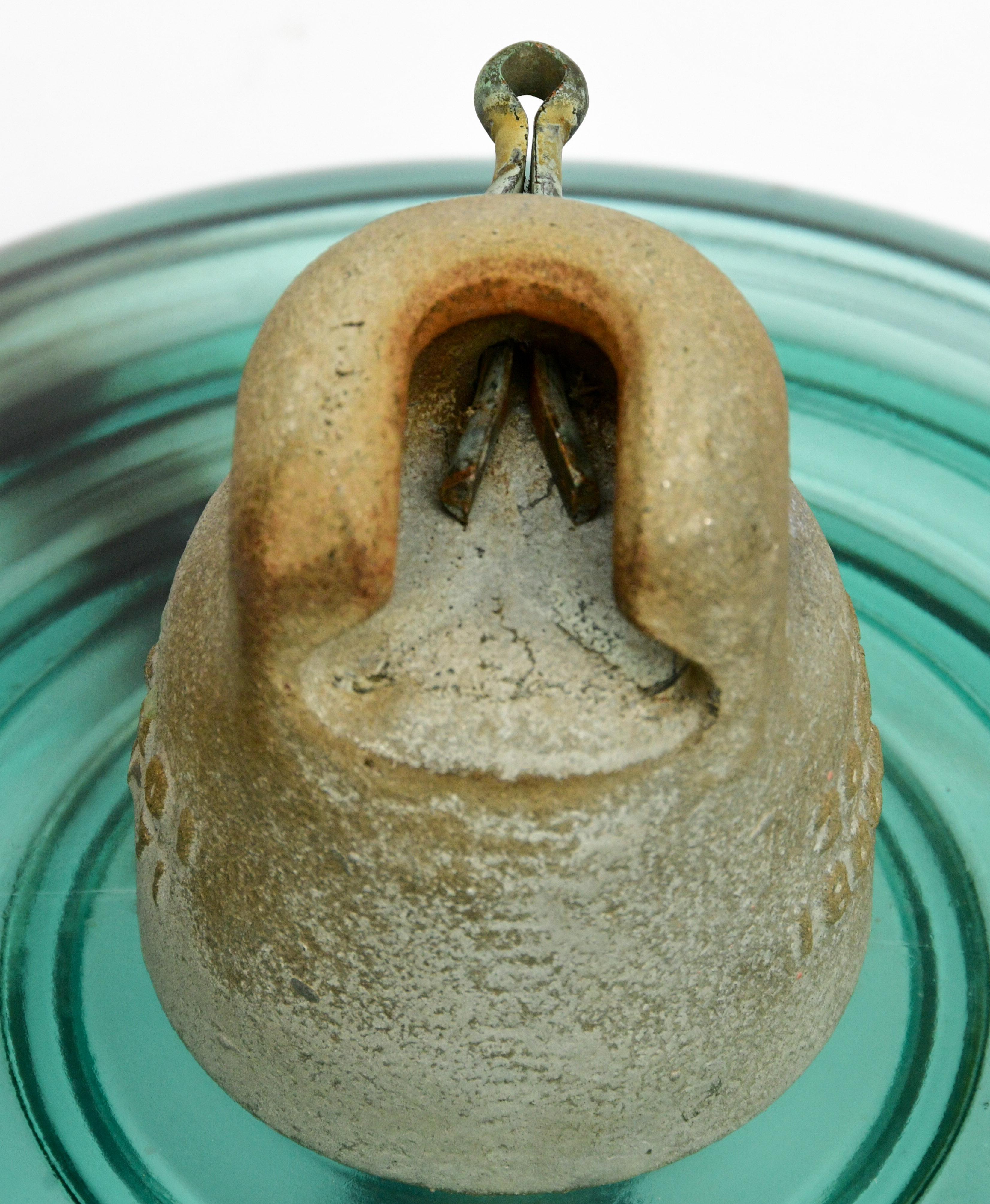
De splitpen die zorgt dat de isolatoren niet los kunnen raken.
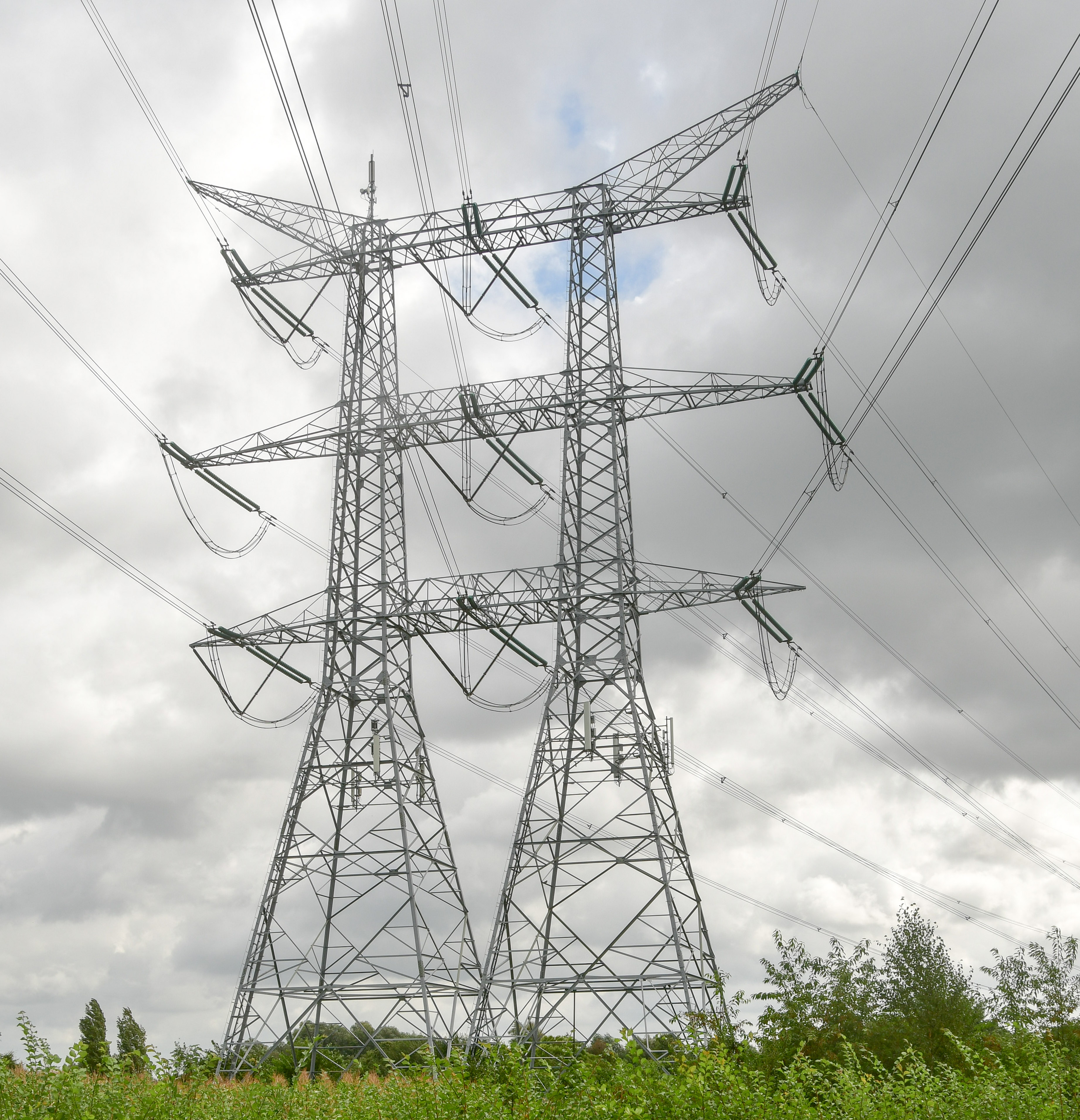
Deze mast heeft ruim 1200 glaskapisolatoren

### Overig
Er bestaan ook soortgelijke isolatoren met keramische kappen in plaats van glaskappen.
Die hebben als nadeel dat de isolatiewaarde achteruit kan gaan zonder dat dat makkelijk te zien is.
Ook zijn luchtbellen en onzuiverheden in glas veel beter zichtbaar.
Keramiek wordt sneller warm door zonneschijn.
Een klein aantal liefhebbers verzamelt glaskapisolators.
Draadslachtoffers - Driefasespanning - Dwarsregeltransformator - Elektriciteitscentrale - Hoogspanningsleiding - Hoogspanningsnet - Kortsluitingen in hoog- en laagspanningsnetten - Netbeheerder - Onderstation - Scheidingsschakelaar - Vermogenschakelaar - Vermogenstransformatorwikkeling - Vermogenstransformator